# Ujezna
Ujezna est une localité polonaise de la gmina et du powiat de Przeworsk en voïvodie des Basses-Carpates.
En 2021, la localité compte 743 habitants.